# حي الصحافة (الرياض)
حي الصحافة هو أحد احياء شمال مدينه الرياض التابعة لبلدية شمال الرياض ويحد الحي من الشمال طريق أنس بن مالك وحي الياسمين ومن الشرق طريق الملك عبد العزيز والنرجس ومن الغرب طريق الملك فهد وحي العقيق والملقا ومن الجنوب طريق الأمير محمد بن سلمان حي الغدير 
ويشتهر الحي بأول ضاحية عامودية بمدينة الرياض وهي برج رافال ومجمع سوليتير التجاري ورملة تيرازا وبرج هيتال وبرج النخلة والمركز الرئيسي لجريدة الرياض والجزيرة و يوجد مقر نادي الشباب السعودي ويتخلل الحي بعض الشوارع الرئيسية والفرعية وهي:
- طريق الأمام سعود بن فيصل
- طريق العليا
- شارع الأمير عبد الله بن سعود بن عبد الله بن صنيتان آل سعود
- شارع الأمير ناصر بن سعود بن فرحان آل سعود
- شارع محمد بن عبد العزيز الدغيثر
- شارع الأمير سلمان بن محمد بن سعود آل سعود
- طريق الملك عبد العزيز

## الفنادق
- فندق جي دبليو ماريوت الرياض
- فيرمونت رملة للشقق الفندقية
- فندق أيان
- فندق هدب الصحافة
- فندق نوفوتيل الرياض الصحافة
- فندق سويس فلورا رويال الرياض
- أسكوت رافال الرياض
- فندق بودل الصحافة

## المدارس

### المدارس الأهلية
- مدارس الصحافة الأهلية
- مدارس النمو الأهلية
- مدارس علوم الرياض الأهلية
- مدارس الروائع الأهلية
- مدارس الدوحة النموذجية
- مدرسة أم النجباء لتحفيظ القرآن الكريم
- مدارس النمو الأهلية
- مدارس الدوحة السعودية الأهلية
- مدرسة معالم التربية الأهلية

### المدارس الحكومية
- ابتدائية زياد بن سعد
- متوسطة مصعب بن زبير
- مجمع مدارس الحادية عشر للبنات
- مدرسة 128 الثانوية
- مدرسة 177 المتوسطة

## المستشفيات
- مستشفى الدكتور سليمان الحبيب
- المستشفى السعودي الألماني
- مركز الرعاية الصحية الأولية بحي الصحافة
- مركز الخدمات الطبية بالوزارة الداخلية
- مستوصف ساعد الحارثي الطبي
- مجمع وعيادات الثنايا البراقه لطب وتجميل الاسنان
- مجمع المهيدب لطب الأسنان

وايضا مستشفى المملكة ولكنه تابع لحي الربيع الحي المقابل للصحافة

## المراكز الرياضية
- نادي وقت اللياقة
- نادي بودي ماستر
- نادي الشباب السعودي
- نادي فتنس فيرست العالمي

## تجارة
المراكز التجارية :
- مجمع سوليتير التجاري ويقع على طريق الإمام سعود بن فيصل وطريق الملك عبدالعزيز وطريق الثمامة
- أسواق بنده ويقع على طريق الإمام سعود بن فيصل
- أسواق المزرعة ويقع على طريق الملك عبدالعزيز وشارع الأمير ناصر بن سعود بن فرحان آل سعود
- أسواق زهرة المدهش ويقع على طريق الأمير سلمان بن محمد بن سعود
- أسواق التميمي ويقع على طريق أنس بن مالك تقاطع طريق الملك عبد العزيز
- أسواق ومخابز جميرا ويقع على شارع الأمير ناصر بن سعود بن فرحان آل سعود

### المطاعم
- ماكدونالدز  يقع على طريق الملك فهد
- برغر إيزر يقع على طريق الملك فهد
- هرفي يقع على طريق الملك فهد
- ليتل سيزر ويقع على طريق أنس بن مالك
- دومنيوز بيتزا ويقع على طريق أنس بن مالك
- شاورمر ويقع على طريق أنس بن مالك
- جنيه ويقع على طريق أنس بن مالك
- منقوشتي ويقع على طريق أنس بن مالك
- شونيز ويقع على طريق أنس بن مالك
- أوراق الزيتون ويقع على طريق أنس بن مالك
- الناضج ويقع على طريق أنس بن مالك
- أبو نعمان ويقع على طريق أنس بن مالك
- دايت سنتر ويقع على طريق الملك عبد العزيز
- بروستد كي ويقع على طريق الملك عبد العزيز
- سموكي هاوس ويقع على طريق الملك عبد العزيز
- الطربوش الدمشقي ويقع على طريق الملك فهد
- سمرقندي ويقع على طريق الملك فهد
- أنوار اللؤلؤة على طريق الملك فهد
- مخابز المملكةويقع على طريق أنس بن مالك
- فوال الأفراح ويقع على طريق العليا
- تغميس ويقع على شارع محمد بن عبدالعزيز الدغيثر
- أبو جبارة ويقع على طريق الإمام سعود بن فيصل
- تيك مي هوم ويقع على طريق الإمام سعود بن فيصل
- باسكن روبنز ويقع على طريق الإمام سعود بن فيصل
- دانكن دوناتس ويقع على طريق الإمام سعود بن فيصل
- سلايدر هاوس ويقع على طريق الإمام سعود بن فيصل